# Elegy for J.F.K.
Elegy for J.F.K. és una composició d'Ígor Stravinski, datada el 1964, en memòria de John F. Kennedy.
Al llarg de la seva carrera musical, Stravinski va compondre algunes obres en memòria d’artistes o de personalitats que l’havien influenciat en més o menys mesura. En són exemples el Chànt funèbre (1908) per al seu mestre de composició Nikolai Rimski-Kórsakov, Simfonies per a instruments de vent (1920) per a Claude Debussy, i In memoriam (1954) per al poeta gal·lès Dylan Thomas, entre d'altres.
Elegy for J.F.K. (1964) n’és un altre exemple ja que, precisament, l’obra és una elegia per a John F. Kennedy, el president dels EUA, després que fos assassinat el 22 de novembre de 1963. Stravinski va compondre aquesta obra a Beverly Hills el març de 1964 tot musicant un poema de W.H. Auden. L’obra, que dura uns dos minuts, està escrita per a la formació de baríton o mezzosoprano i tres clarinets, quelcom característic del compositor des de les Tres peces per a clarinet sol (1919).
Va ser Stravinski qui va demanar a Auden unes paraules en record al president, i el poeta va escriure cinc estrofes meditatives i líriques de tres versos cadascuna, on la primera i l’última són iguals –la instrumentació que tria el compositor és pràcticament igual a la primera i a l'última estrofa–. L’adjectiu líric és adient en aquest context ja que el poeta fa servir recursos literaris com per exemple algunes anàfores que aporten musicalitat als versos. Lògicament, el to del poema és fúnebre i elegíac. Llegim-lo a continuació:
| When a just man dies, Lamentation and praise, Sorrow and joy are one. Why then? Why there? Why thus, we cry, did he die? The Heavens are silent. What he was, he was: What he is fated to become Depend of us. Remembering his death How we choose his death Will decide its meaning. When a just man dies, Lamentation and praise, Sorrow and joy are one. |

Stravinski va musicar el poema utilitzant per primera vegada la tècnica serial dodecafònica. Abans havia utilitzat altres tipus de sèries, com per exemple la pentatonal en l’obra per a Dylan Thomas.
L’obra es va estrenar el 6 d’abril de 1964, dirigida per Robert Craft, amic del compositor, a Los Angeles. El mateix Stravinski va enregistrar-ne una versió al cap de pocs mesos a Nova York per a l’emissora nord-americana Columbia Broadcasting System (CBS).